# Віїшоара (комуна, Ботошань)
Віїшоара (рум. Viișoara) — комуна у повіті Ботошані в Румунії. До складу комуни входять такі села (дані про населення за 2002 рік):
- Віїшоара (1039 осіб)
- Віїшоара-Міке (614 осіб)
- Куза-Воде (640 осіб)

Комуна розташована на відстані 417 км на північ від Бухареста, 46 км на північ від Ботошань, 128 км на північний захід від Ясс.

## Населення
За даними перепису населення 2002 року у комуні проживали 2293 особи. Усі жителі комуни рідною мовою назвали румунську.
Національний склад населення комуни:
| Національність | Кількість осіб | Відсоток |
| -------------- | -------------- | -------- |
| румуни         | 2292           | > 99,9%  |

Склад населення комуни за віросповіданням:
| Релігія       | Кількість осіб | Відсоток |
| ------------- | -------------- | -------- |
| православні   | 2214           | 96,6%    |
| адвентисти    | 6              | 0,3%     |
| п'ятдесятники | 5              | 0,2%     |

## Зовнішні посилання
- Дані про комуну Віїшоара на сайті Ghidul Primăriilor [Архівовано 28 червня 2009 у Wayback Machine.]